# Doktor kanonického práva
Doktor kanonického práva (ve zkratce ICDr. psaný před jménem, z latinského iuris canonici doctor) je akademický titul udělovaný držitelům doktorátu z kanonického práva.
Papežská lateránská univerzita v Římě poskytuje možnost spojeného studia dvou fakult – fakulty práva kanonického a fakulty práva civilního, na které se velký důraz klade zvláště na studium práva římského. Obě tyto fakulty tvoří Institut obojího práva (Institutum Utriusque Iuris), který svým zaměřením navazuje přímo na tradici středověkých univerzit v Boloni a v Padově. Absolventovi kompletního studia obou fakult je udělován titul Doctor in Utroque Jure (JU.D.). Absolventům doktorátu z východního kanonického práva je udělován titul ICODr. nebo Dr.J.C.O.
Nižší akademický stupeň je licenciát kanonického práva (ICLic.). Tento titul je udělován od středověku. V Česku podle zákona o vysokých školách udělován není.

## Držitelé
Vzhledem k nemožnosti získání titulu v českých zemích je jeho tuzemských držitelů jen velmi omezený počet:[zdroj?]
- ICDr. Libor Botek
- doc. JUDr. Miroslav Černý, Ph.D., JU.D.
- ICLic. et. Mg Jiří Dvořáček, Dr.J.C.O
- Mons. ICDr. PaedDr. Marián Feduš
- ICDr. Dominik Holický
- prof. JUDr. ICDr. Antonín Ignác Hrdina O.Praem
- ICDr. Mgr. Vojtěch Kunčar
- ICDr. Jan Löffelmann
- ICDr. ThDr. Jiří Majkov
- ICDr. Ing. Mgr. Marek Miškovský
- Mons. Mgr. Karel Orlita, JU.D.
- Mons. ICDr. Alois Peroutka
- ICDr. Mgr. Václav Pícha
- ICDr. JUDr. Stanislav Přibyl
- ICDr. ThLic. František Staněk
- ThDr. ICDr. Jiří Svoboda
- Mons. ICDr. Marcel Šmejkal
- ICDr. Mgr. Martina Vintrová OV
- Mons. JUDr. Jan Vokál, JU.D.